# 아몬드 (소설)
《아몬드》는 손원평이 지은 소설이다. 2017년 3월 31일에 창비에서 출간되었다.

## 줄거리
주인공 윤재는 알렉시티미아(Alexithymia)라는 감정표현불능증을 앓고 있다. 어릴 때 아빠가 돌아가시고 엄마, 할머니와 사는 윤재는 다른 사람보다 편도체가 작아 감정을 처리하지 못하기 때문에 어떠한 감정, 특히 공포심을 느끼지 못한다. 여섯 살 때, 죽어가는 사람을 보고도 옆 가게에 들어가 무표정하고 무감정하게 "사람이 죽을지도 몰라요." 하고 말했을 뿐, 공포와 두려움이라는 기본적인 감정을 느끼지 못했다. 엄마와 할머니는 윤재에게 감정을 가르치기 위해 애쓴다. 덕분에 윤재는 초등학교에 가서 특별히 튀지 않고 지낼 수 있었다. 열여섯 살 생일 날, 사건이 일어났다. 가족과 외식을 하러 갔다가 할머니께서 괴한의 칼에 찔리고 엄마는 망치로 머리를 맞는 사고를 당한다. 이 사고로 할머니는 돌아가시고 엄마는 식물인간이 되어 버린다. 엄마가 입원한 병원에서 윤재는 교수 아저씨에게 자신의 아들처럼 행동해 달라는 부탁을 받는다. 그리고 며칠 후 윤재는 교수 아저씨의 진짜 아들인 곤이를 만난다. 서로를 괴물이라고 생각하는 둘, 윤재와 자꾸만 부딪히는 문제아 곤이, 윤재는 곤이에게, 곤이는 윤재에게 호기심이 생긴다. 윤재는 곤이를 친구라고 생각하여 돕는다. 자신이 다치는 것을 두려워하지 않는다는 걸 이용해서 친구를 지킨다. 아무 감정 없이 한 일이지만 그 일로 인해 곤이가 슬퍼하고 고마워하는 것을 보며 윤재도 진짜 감정을 찾기 시작한다.

## 등장인물
- 선윤재: 주인공. 감정표현불능증을 앓고 있어 감정 없는 아이, 괴물이라고 불린다.
- 곤이: 윤재의 친구. 소년원까지 다녀온 문제아로, 윤 교수의 아들이다.(실제 이름은 윤이수다.)
- 엄마: 윤재의 엄마. 윤재를 평범하게 키우려고 노력했으나 불의의 사고를 당하게 되고 식물인간 상태로 있었다.
- 할멈: 윤재의 할머니, 어릴 때 처음 만나 자신을 귀여운 괴물이라고 부르는 할머니를 윤재는 할멈이라고 부른다.
- 도라: 맑은 감성을 지닌, 달리기를 좋아하는 윤재의 친구. 윤재에게 사랑이란 감정을 느끼게 해주었다.
- 심 박사: 윤재의 엄마와 친분을 가지고 있는 윤재의 법정 대리인.
- 철사: 깡패. 곤이보다 먼저 소년원에 있었고 윤재를 죽일 뻔 한다.
- 윤 교수: 곤이의 아빠. 처음에는 곤이(윤이수)의 상태를 부정하려 하지만 이제는 곤이(윤이수)를 이해하려고 노력한다.

## 수상 내역
- 제10회 창비청소년문학상 수상
- 일본서점대상 번역소설부문 수상

## 외국어 번역
- 영어: Sandy Joosun Lee 옮김, 《Almond》, Harprvia, 2021년 6월 15일
- 일본어: 矢島 曉子 옮김, 《アーモンド》, 祥傳社, 2019년 7월 11일

## 관련 논문
- 채연숙·윤영순·김춘경·조민규, 〈소설 《아몬드》(2017)의 내러티브에 나타난 두 청소년 인물의 성격 형성 과정 비교 – Bowlby의 애착이론을 중심으로〉, 《내러티브와 교육 연구》 8-1, 한국내러티브교육학회, 2020년
- 박성애·윤상용, 〈청소년소설에 나타나는 타자성의 공간과 타자의 존재 방식 -《아몬드》와 《산책을 듣는 시간》을 중심으로〉, 《어문론집》 84, 중앙어문학회, 2020년
- 진솔, 〈청소년소설에 나타난 반항과 그 윤리적 의미〉, 《아동청소년문학연구》 31, 한국아동청소년문학학회, 2022년: 《아몬드》와 함께 이금이의 《유진과 유진》을 논의의 대상으로 삼았다.
- 박기범, 〈인성 역량 강화를 위한 현대소설 교육 연구 - 청소년 성장소설 《아몬드》를 중심으로-〉, 《한국아동문학연구》 47, 한국아동문학학회, 2023년
- 이행선, 〈감정을 느끼지 못하는 장애, 인지적 공감과 감정 윤리 - 손원평, 《아몬드》(2017)〉, 《동방학지》 203, 연세대학교 국학연구원, 2023년